# 2º Reggimento alpini
Il 2º Reggimento Alpini è un reparto dell'Esercito Italiano con sede a San Rocco Castagnaretta, frazione di Cuneo. Dal 31 ottobre 2024 comandante è il Colonnello Davide Marini.

## Storia
Costituito il 1º novembre 1882 a Bra (CN) al comando del colonnello Federico Queirazza con i battaglioni "Val Pesio", "Col Tenda" e Val Schio".
Nel 1885, dopo il riordino dei reggimenti, perde i battaglioni precedenti e assume il comando dei battaglioni "Borgo San Dalmazzo", "Vinadio" e "Dronero".
Già dal 1895-1896 aliquote del reggimento partecipano alla Guerra di Abissinia.
Nel settembre 1901 la sede del reggimento viene trasferita a Cuneo, presso la Caserma "Vittorio Emanuele II".
Nel luglio 1904 il battaglione "Vinadio" viene rinominato in "Dronero" e il "Dronero" in "Saluzzo", il reggimento ha quindi i seguenti battaglioni sotto ordinati: "Borgo San Dalmazzo", "Dronero" e "Saluzzo".
Nel 1905 partecipa ai soccorsi per il terremoto in Calabria e per il terremoto-maremoto del 1908 in Calabria e Sicilia.
Il 9 agosto 1910 viene assegnato alla Brigata Alpina Julia.
Combatte in Libia con il battaglione "Saluzzo" durante la guerra italo-turca del (ottobre 1911-ottobre 1913) e nella prima guerra mondiale sul fronte orientale nella zona di Tolmezzo e Valle del But a guardia del confine carnico.
Alla fine della prima guerra mondiale il reggimento conterà 125 ufficiali e 3053 alpini caduti, oltre 10.000 feriti, 600 decorati di medaglia d'argento e di bronzo al valor militare.
Dopo la fine della guerra parti del reggimento vengono dislocati lungo la linea d'armistizio. Nell'agosto 1919 tre battaglioni del 2º reggimento vengono impiegati in Albania e vi rimarranno sino all'agosto del 1920 dopo durissimi combattimenti contro gli insorti. I battaglioni "Dronero" e "Saluzzo" vengono impiegati dal dicembre 1920 al gennaio 1921 per la riconquista della città di Fiume.
L'11 marzo 1926 viene inquadrato alle dipendenze del 1º Comando Brigata Alpina, che diventa IV Comando il 19 ottobre 1933 e, l'11 ottobre 1934, IV Comando Superiore Alpino "Cuneense".
Nel settembre 1935 il battaglione "Saluzzo" viene inquadrato nell'11º reggimento della Divisione Alpina "Pusteria".
Il 31 ottobre 1935 tutti Comandi Superiori vengono riconfigurati in divisioni alpine, il 2º reggimento passa così alle dipendenze della 4ª Divisione Alpina Cuneense.
Nell'aprile 1937 il battaglione "Saluzzo" ritorna alle dipendenze del 2º reggimento.
All'entrata in guerra contro la Francia il reggimento è composto da:
- battaglione "Borgo San Dalmazzo"
- battaglione "Dronero"
- battaglione "Saluzzo"
- 2ª sezione sanità
- 615º ospedale da campo
- 22ª sezione salmerie
- 2º nucleo sussistenza

Nel 1940 partecipa alla campagna sul fronte occidentale viene poi inviato in Albania, alle dipendenze della Divisione Alpina Cuneense, e successivamente in Grecia e Jugoslavia (dal 7 al 17 aprile 1942).
Il 26 luglio 1942 iniziano le partenze da Borgo San Dalmazzo dei convogli ferroviari destinati a trasportare la Divisione Cuneense sul fronte russo (in totale si conteranno 52 convogli) per una durata di 13 giorni di viaggio. Il 2º reggimento venne impiegato per essere dislocato nel Caucaso ma venne invece rischierato sulle rive del fiume Don, combatté nelle battaglie cruente di Novo Kalitwa, Rossosch, Annowka, Popowka e Novo Postojalowka.
Rientrarono soltanto 3 ufficiali, 10 sottufficiali e 195 tra graduati e alpini, per il suo eroico sacrificio di vite al reggimento fu assegnata la medaglia d'oro al valor militare.
Venne sciolto il 10 settembre 1943 nella zona di Bolzano a seguito dell'armistizio quando al comando c'era il Ten Col. Silvio Guy.

### Tempi odierni

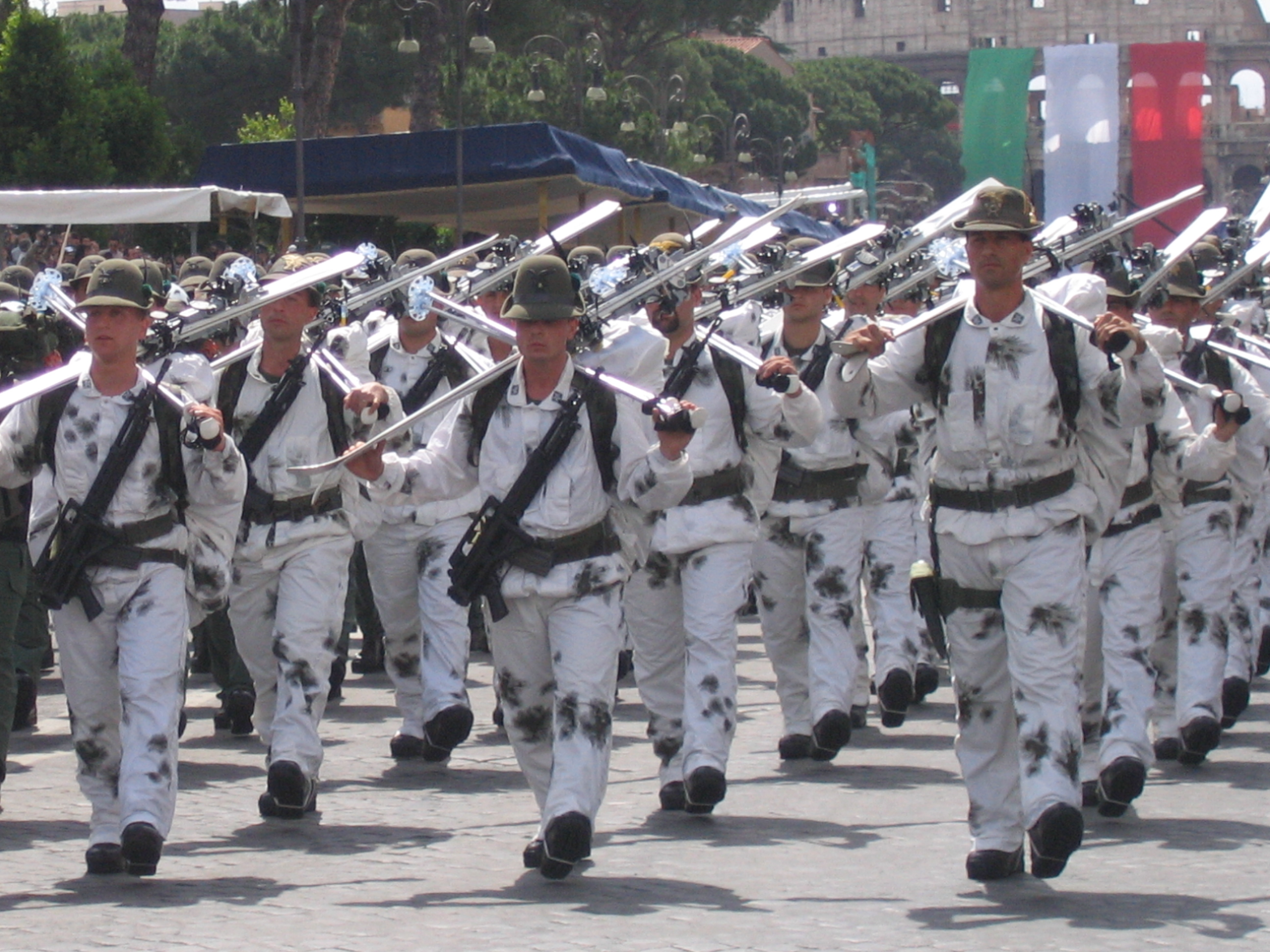
Alpini del 2º reggimento, in tenuta sciistica, in parata il 2 giugno 2007.

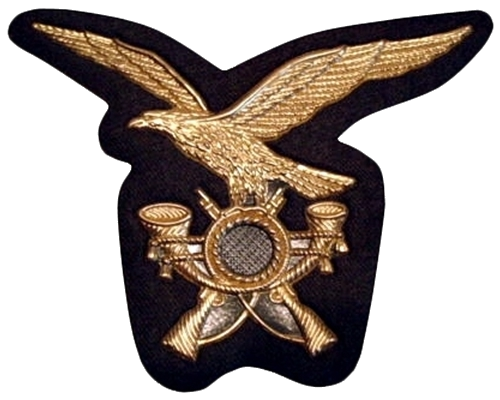
Fregio del Corpo degli Alpini dell'Esercito Italiano

Il 1º luglio 1963 viene ricostituito come reggimento CAR (centro addestramento reclute), per le brigate "Tridentina", "Orobica", "Cadore" e "Taurinense" e il 1º giugno 1966 passa alle dipendenze della Brigata Alpina "Taurinense".
Il 31 ottobre 1974 viene sciolto e contestualmente viene costituito il battaglione addestramento reclute (BAR) "Cuneense" che eredita la bandiera di guerra.
A seguito della ristrutturazione dell'Esercito del 1975, il BAR "Cuneense" assume la denominazione di 1º battaglione alpini "Mondovì" e cede la bandiera di guerra al battaglione "Saluzzo", inquadrato nella Brigata Alpina "Taurinense", a cui viene assegnata la bandiera di guerra del 2º reggimento alpini dal 12 novembre 1975.
Il 2º reggimento alpini viene ricostituito il 29 agosto 1992 a Borgo San Dalmazzo (CN) presso la Caserma "Mario Fiore", con reparti dislocati anche nella caserma "Cerutti" di Boves (CN), ad esso viene inquadrato nuovamente il battaglione "Saluzzo".
Nel 1997, con il nuovo modello di difesa, viene disciolto il battaglione "Mondovì", che si trovava nella caserma "Ignazio Vian" a San Rocco Castagnaretta (CN), il 2º Reggimento Alpini viene quindi dislocato per intero nella caserma "Vian".
Nel 2001 la 106ª compagnia armi di sostegno diventa 106ª compagnia mortai e viene costituita la 217ª compagnia controcarri "Val Maira" poi sciolta e reinserita nuovamente nella 106ª compagnia "supporto alla manovra".
Il reggimento è ora organizzato nel Battaglione "Saluzzo" (compagnie 21, 22, 23 e 106 supporto alla manovra) e nella Compagnia Comando e supporto logistico.

### Missioni nazionali
Il reggimento dal dopoguerra ha partecipato alle operazioni di controllo del territorio "Forza Paris" (agosto 1992), "Vespri Siciliani" (1992, 1996 e 1997), "Riace" (1995), operazione "Domino" (2004), operazione "Strade Sicure" a Roma (2011) e "Strade Sicure" in Val di Susa (2011,2012,2015,2020,2023), "Strade Sicure" nel Raggruppamento Piemonte-Liguria-Valle d'Aosta (2018,2019,2022).

### Missioni oltremare
Il reggimento partecipa a numerose missioni internazionali di Supporto alla Pace dal 1993, prima in Mozambico (operazione "Albatros"), poi in Kosovo e in Bosnia, e dal 2006 in Afghanistan nell'ambito dell'operazione ISAF; in questa missione, il 5 maggio 2006 una mina scoppia al passaggio di 2 blindati Puma 6x6 con a bordo 12 militari. Due di essi perdono la vita: il capitano Manuel Fiorito ed il maresciallo capo Luca Polsinelli (da poco trasferito al 9º rgt ed aggregato al 2º).
Il 20 settembre nell'incidente stradale provocato da un cedimento del terreno perde la vita il caporal maggiore Giuseppe Orlando. Il 26 settembre un altro attentato provoca la morte del caporal maggiore capo Giorgio Langella e successivamente il 30 settembre la morte del caporal maggiore Vincenzo Cardella gravemente ferito nell'attentato stesso.
Nel 2008, il reggimento torna in Afghanistan, precisamente nella valle del Musay dove, nonostante l'attenta vigilanza e una quotidiana opera a favore della popolazione locale, viene spesso attaccato dall'insorgenza locale ed è costretto a rimpatriare alcuni alpini feriti in maniera molto seria. Comandante è il Col. Michele Risi.
Nel 2010 il reggimento ė impiegato nuovamente nello stesso Teatro Operativo dove riesce a stabilire una bolla di sicurezza attorno all’abitato di Bala Murghab permettendo così il ritorno della popolazione locale nei villaggi man mano liberati, grazie all'opera della Task Force su base 2º Alpini. Comandante è il Col. Massimo Biagini.
Nel 2012, il reggimento è chiamato nuovamente a servire il Paese in uno dei posti più rischiosi dell'Afghanistan: il distretto di Bakwa e parte di quello del Gullistan. In quella difficile zona la Task Force South East (2º Alpini), sotto il comando del Col. Cristiano Chiti, si dimostra nuovamente all'altezza del compito assegnato tenendo il settore assegnato per circa 4 mesi, prima di passarlo sotto la completa responsabilità afghana. Questo, nonostante i numerosi attacchi ricevuti dagli insorgenti, messi in opera sia con imboscate a personale e mezzi sia con numerosissimi IED. Proprio durante una di queste imboscate, il 25 ottobre in località Syav, viene ferito a morte il caporal maggiore Tiziano Chierotti. Nella stessa azione rimangono feriti anche altri 4 militari, tutti sopravvissuti.
Con la perdita di questo ulteriore giovane alpino il reggimento piange un totale di sei militari caduti.
Il reggimento inoltre ha partecipato alla missione Resolute Support in Afghanistan (2017), alla missione UNIFIL in Libano (2021) e alla missione eFP Operazione "Baltic Guardian" in Lettonia (2022).

### Soccorso alla popolazione
- Febbraio 2012: aliquote di personale e mezzi del 2º Reggimento alpini sono mobilitati per l'emergenza maltempo e sono intervenuti per ripristinare la viabilità nelle provincia di Potenza in particolare nelle località di Potenza, Melfi, Lagonegro, Banzi, Barile, Acerenza, Rionero in Vulture, Venosa, Palazzo San Gervasio, Vaglio, Marsicovetere, Avigliano, Tricarico (MT) e Forenza.[1]

## Simboli

### Scudo
Inquartato: nel primo, d'azzurro, al tridente bizantino d'Ucraina d'oro; nel secondo, di verde, al monte all'italiana di sei colli, 1, 2, 3, sostenuto dalla linea di partizione, d'oro; nel terzo, di rosso, al leone etiopico di Giuda d'oro coronato, passante, tenente nella branca destra una croce copta dello stesso, caricata del Cristo d'argento (per la Campagna d'Etiopia); nel quarto, di nero, all'elmo di Scanderbeg d'oro, posto in sbarra (per la Campagna d'Albania). Il tutto sotto il capo d'oro.

### Ornamenti esteriori
- lo scudo è sormontato dalla corona turrita degli Enti Militare
- lista bifida d'oro, svolazzante, collocata sotto la punta dello scudo, incurvata con la concavità rivolta verso l'alto, riportante il motto, in lettere maiuscole di nero: "VIGILANTES"
- onorificenza: accollata alla punta dello scudo con l'insegna pendente al centro del nastro con i colori della stessa
- nastri rappresentativi delle ricompense al Valore: annodati nella parte centrale non visibile della corona turrita, scendenti svolazzanti in sbarra ed in banda dal punto predetto, passando dietro la parte superiore dello scudo.

### Insegne
Le mostrine del Reggimento sono le fiamme a due punte di colore verde; alla base della mostrina si trova la stella argentata a 5 punte bordata di nero, simbolo delle Forze armate italiane.

## Onorificenze
Nella sua storia il 2º Reggimento alpini ha meritato le seguenti onorificenze:

### Decorati individuali al Valor militare
- Stefanino Curti, capitano[5]
- Enea Guarneri, capitano[6]
- Mario Musso, capitano[7]
- Luigi Piglione tenente colonnello[8]
- Alessandro Anselmi, tenente[9]
- Danilo Astrua, capitano[10]
- Stefano Oberto, tenente cappellano[11]
- Giovanni Vincenti, sergente maggiore[12]

## Comandanti

### Comandanti 1882-1916
- Colonnello Federico Queirazza
- Colonnello Nicola Conti Vecchi
- Colonnello Andrea Cerri
- Colonnello Enrico Agnesina
- Colonnello Lorenzo Scalfi
- Colonnello Enrico Amaretti
- Colonnello Francesco Satta Semidei
- Colonnello Ugo Porta
- Colonnello Giacomo Casana
- Colonnello Matteo Quaglia
- Colonnello Umberto Savorani

### Comandanti 1920-1943
- Colonnello Carlo Sassi
- Colonnello Celestino Bes
- Colonnello Vittorio Asinari di Bernezzo
- Colonnello Giuseppe Dallosta
- Colonnello Alvio Della Bianca
- Colonnello Maurizio Lazzaro De Castiglioni
- Colonnello Mario Gorlier
- Colonnello Lodovico Bauchiero
- Colonnello Luigi Scrimin
- Colonnello Lodovico Bauchiero
- Colonnello Davide Jallà
- Tenente Colonnello Silvio Guy

### Comandanti 1963-1974 (2º Reggimento Centro Addestramento Reclute)
- Colonnello Ivan Ros Sebastian
- Colonnello Giovanni Falco
- Colonnello Renato Villa
- Colonnello Giovanni Criscuolo
- Colonnello Renzo Cesale
- Colonnello Giovanni Vogliano
- Colonnello Giovanni De Acutis

### Comandanti Battaglione "Saluzzo" 1975-1992
- Tenente Colonnello Fagioli
- Tenente Colonnello Filattiera
- Tenente Colonnello Gosio
- Tenente Colonnello Bossù
- Tenente Colonnello Moggio
- Tenente Colonnello De Marco
- Tenente Colonnello Zucchi
- Tenente Colonnello Macario
- Tenente Colonnello Vallauri
- Tenente Colonnello Saccarelli
- Tenente Colonnello Piercorrado Meano

### Comandanti dal 1992 -
- Colonnello Alessandro Rolando
- Tenente Colonnello Luigi Vivona
- Colonnello Franco Cravarezza
- Colonnello Piercorrado Meano
- Colonnello Claudio Graziano
- Colonnello Celeste Rossi
- Colonnello Giorgio Braga
- Colonnello Giuliano Piancastelli
- Colonnello Marcello Bellacicco (2002-2003)
- Colonnello Riccardo Marchi
- Colonnello Mario Giacobbi
- Colonnello Michele Risi (? - 20 giugno 2008)
- Tenente Colonnello Giovanni Pezzo (20 giugno 2008 - 23 dicembre 2008)
- Colonnello Antonio Di Gregorio (23 dicembre 2008 - ottobre 2009)
- Colonnello Massimo Biagini (ottobre 2009-16 settembre 2011)
- Colonnello Cristiano Chiti (16 settembre 2011 - 23 agosto 2013)
- Colonnello Andrea Monti (23 agosto 2013 - 31 ottobre 2014)
- Colonnello Fabrizio Recchi (31 ottobre 2014 - 11 novembre 2015)
- Colonnello Paolo Romanin (11 novembre 2015 - 10 marzo 2017)
- Colonnello Enrico Fontana (10 marzo 2017 - 6 settembre 2018)
- Colonnello Marcello Orsi (7 settembre 2018 - 6 agosto 2020)
- Colonnello Giuseppe Sgueglia (7 agosto 2020 - 23 settembre 2022)
- Colonnello Massimiliano Fassero (23 settembre 2022 - 30 ottobre 2024)
- Colonnello Davide Marini (31 ottobre 2024 - in carica)

## Persone legate al Reggimento
- Antonio de Curtis
- Lapo Elkann
- Giovannino Agnelli
- Edoardo Agnelli
- Palmiro Togliatti